# Bousselam
Bousselam (em árabe: بوسلام) é uma comuna localizada na província de Sétif, Argélia. Sua população estimada em 2008 era de 16 095 habitantes.